# Claude Desmedt
Claude Desmedt (Ukkel, 23 juni 1939 – aldaar, 21 december 2012) was een Belgisch politicus voor het FDF.

## Levensloop
Desmedt was doctor in rechten en licentiaat in het sociaal recht. Beroepshalve was hij advocaat. Ook was hij van 1985 tot 1987 bestuurder bij de Gewestelijke Huisvestingsmaatschappij van Brussel en bestuurder bij de Vereniging van Belgische Steden en Gemeenten.
Hij werd politiek actief voor het FDF en werd voor deze partij in 1977 verkozen tot gemeenteraadslid van Ukkel, wat hij bleef tot aan zijn dood. Van 1989 tot 2000 was hij er schepen, van 2001 tot 2006 was hij er burgemeester, van 2006 tot 2007 waarnemend burgemeester en van 2007 tot 2012 opnieuw schepen. Kort voor zijn overlijden nam hij in 2012 ontslag als schepen wegens gezondheidsredenen.
Bovendien was hij ook parlementslid. Van 1987 tot 1999 zetelde hij namelijk in de Belgische Senaat als provinciaal senator van Brabant (1987-1995) en als rechtstreeks gekozen senator (1995-1999). Daarna was hij nog van 1999 tot 2000 lid van de Kamer van volksvertegenwoordigers in opvolging van de toenmalige minister Corinne De Permentier.